# Phocide
La Phocide (en grec ancien : Φωκίς, Phôkís ; en grec moderne : Φωκίδα, Fokídha) est une région de Grèce centrale, à l'ouest de la Béotie, qui tire peut-être son nom des phoques du golfe de Corinthe, aujourd'hui disparus de la région.
Elle constitue depuis 2010 un district régional de la périphérie de Grèce-Centrale, et constituait auparavant un nome avec la même étendue.
Dans l'Antiquité, elle était considérée comme une terre sacrée.
Ses marins sont réputés avoir fondé un certain nombre de cités le long du littoral méditerranéen, qui prennent le nom de « cités phocéennes », comme Phocée en actuelle Turquie ou Marseille aujourd'hui en France.

## Histoire

### Antiquité et période byzantine
Dans l'Antiquité, la Phocide, initialement peuplée de Pélasges, s'enrichit de diverses populations grecques : Achéens, Ioniens, Doriens. Au Xe siècle av. J.-C., des colons de cette région et des colons athéniens fondent la cité de Phocée, en Asie mineure.
Durant la période classique et hellénistique une grande partie des terres de la Phocide sont considérées comme sacrées du fait de la présence du sanctuaire panhellénique de Delphes au pied du mont Parnasse en l’honneur d’Apollon. Elle reçoit alors beaucoup de visiteurs et prospère grâce à la présence de l'oracle de Delphes.
Neutre au début des guerres médiques, elle finit par rejoindre Athènes. Pendant la guerre du Péloponnèse en revanche, c'est une alliée de Sparte. La troisième guerre sacrée (356-346 av J.C), est déclenchée par l’accusation des Thébains contre les Phocidiens, qui auraient souhaité cultiver des terres considérées comme sacrées en Phocide ce qui était interdit. Cette guerre est un événement majeur dans la conquête progressive des cités grecques par le Roi Philippe II (Roi de Macédoine, 359 av. J.-C. – 336 av. J.-C.). Intégrée dans la Ligue de Corinthe, elle devient comme ses voisines un satellite de la Macédoine, puis subit une invasion celtique avant de rejoindre ensuite la Ligue étolienne. C’est donc une région au cœur des enjeux politiques et religieux du monde Grec.
Par la suite, 146 ans avant notre ère, elle devient un État satellite des Romains et perd progressivement son autonomie pour être intégrée dans la province d'Achaïe. À partir du IIIe siècle de notre ère, au moment où les invasions des Goths ravagent la région, commence la christianisation qui gagne de plus en plus de terrain ; elle est complète au VIe siècle, au moment des invasions slaves. En se christianisant, l'Empire romain d'Orient est devenu l'Empire byzantin : la Phocide fait alors partie du thème de l'Hellade.

### Du Moyen Âge à la période contemporaine
Après la Quatrième croisade (1204) qui morcelle l'Empire byzantin en divers États « latins », la Phocide appartient au Comté de Salone, qui dépend de la Principauté d'Achaïe ou du duché d'Athènes selon les périodes. Elle est brièvement reconquise en 1210 par le despote grec d'Épire. En 1394, elle est conquise par l'Empire ottoman. Sous la domination ottomane, la Phocide fait partie du sandjak de Livadie. Sa population se soulève pendant la guerre d'indépendance grecque et en 1830, la Phocide est reconnue comme faisant partie du premier Royaume de Grèce.
Pendant l'Occupation, après avoir été conquise par la Wehrmacht en 1941, elle se trouve durant trois ans en zone d'occupation italienne, jusqu'au retour des Allemands à l'automne 1943 ; une guerre de harcèlement et de répression très dure (avec massacres de civils) se déroule ensuite pendant un an entre la Résistance et l'occupant, jusqu'à la Libération de 1944. La Phocide est, en revanche, relativement épargnée par la guerre civile grecque. Après une période de terrible pauvreté due aux ravages de la guerre et au dépeuplement, le tourisme commence à apporter quelque prospérité à partir de 1950, notamment grâce au site de Delphes. Ce développement est remis en question par la crise financière des années 2010, due à la dérégulation mondiale et aux endettements de la Grèce, en partie consécutifs aux Jeux olympiques de 2004. La Phocide n'est pas près de se redresser car le développement des routes et des ponts a nécessité de lourds investissements, encore loin d'être amortis ; l'agriculture de proximité a disparu et la qualité des sols ainsi que la productivité ne sont pas équivalentes à ce que l'on peut observer et obtenir en Basse-Saxe, en Flandre ou en Normandie.

## Voies de communication
- Route 3, NE
- Route 27, Cen., N
- Route 48, SO, Cen., SE
- E65, SO, S, SE

## Dèmes (municipalités)

Les dèmes (municipalités) de Phocide à la suite de la réforme Kallikratis (2010)

Les douze anciennes municipalités ont été fusionnées pour n'en former plus que deux :
– le dème de Delphes dont le siège est la localité d'Amphissa ;
– le dème de Doride  dont le siège est la localité de Lidoriki.
| Dème (municipalité) | Chef-lieu                             | District municipal | YPES code | Chef-lieu    | Code postal |
| ------------------- | ------------------------------------- | ------------------ | --------- | ------------ | ----------- |
| 1. Dème de Delphes  | Amphissa (siège historique : Delphes) | Amphissa           | 5101      | Amphissa     | 331 00      |
| 1. Dème de Delphes  | Amphissa (siège historique : Delphes) | Delphes            | 5105      | Delphes      | 330 54      |
| 1. Dème de Delphes  | Amphissa (siège historique : Delphes) | Desfína            | 5106      | Desfina      | 330 50      |
| 1. Dème de Delphes  | Amphissa (siège historique : Delphes) | Galaxidi           | 5103      | Galaxidi     | 330 52      |
| 1. Dème de Delphes  | Amphissa (siège historique : Delphes) | Gravia             | 5104      | Gravia       | 330 57      |
| 1. Dème de Delphes  | Amphissa (siège historique : Delphes) | Itéa               | 5108      | Itéa         | 332 00      |
| 1. Dème de Delphes  | Amphissa (siège historique : Delphes) | Kallieis           | 5109      | Mavrolithári | 330 63      |
| 1. Dème de Delphes  | Amphissa (siège historique : Delphes) | Parnasse           | 5111      | Polydroso    | 330 51      |
| 2. Dème de Doride   | Lidoriki                              | Efpálio            | 5107      | Efpalio      | 330 56      |
| 2. Dème de Doride   | Lidoriki                              | Lidoriki           | 5110      | Lidoriki     | 330 53      |
| 2. Dème de Doride   | Lidoriki                              | Tolofóna           | 5112      | Eratiní      | 330 58      |
| 2. Dème de Doride   | Lidoriki                              | Vardoúsia          | 5102      | Krokýlio     | 330 61      |